# Trattato anglo-iracheno del 1922
Il primo trattato anglo-iracheno, che regolamentò per la prima volta i rapporti tra Regno Unito e il Regno hascemita d'Iraq dopo la fine della prima guerra mondiale, il disfacimento dell'Impero ottomano e l'istituzione del mandato britannico della Mesopotamia, fu firmato da parte britannica da Sir Percy Cox il 10 ottobre 1922, anche se non fu ratificato dal governo di Baghdad prima del 1924 e solo dopo forti pressioni britanniche.

Esso ufficializzava l'accordo raggiunto nella conferenza del Cairo del 1921 di istituire un regno hascemita in Iraq.
Esso fu accolto con delusione e scontento da parte irachena, in quanto - malgrado si riconoscesse una più ampio diritto all'autoregolamentazione dell'Iraq - prevedeva il controllo della politica estera e di quella militare da parte di Londra, oltre a mettere una pietra tombale sulle passate promesse britanniche di concedere, in piena guerra mondiale con gli accordi Husayn-MacMahon, piena libertà agli arabi che avessero preso le armi contro Istanbul.
Il trattato agì solo fino alla firma del secondo trattato anglo-iracheno del 1930.

## Antecedenti
Dopo la prima guerra mondiale, molti dei possedimenti dell'Impero ottomano furono spartiti tra la Francia e il Regno Unito, lasciando sopravvivere solo il corpo asiatico (Anatolia) e quello europeo (Tracia) dell'attuale Turchia, con una presenza militare tuttavia, in molte sue aree, di francesi, britannici, greci e italiani. Gli antichi vilayet di Baghdad, Mosul e Baṣra furono indicati dalla Società delle Nazioni come territori sottoponibili a un mandato di tipo A, sotto il pieno controllo dei vincitori franco-britannici. Da questa spartizione fu esclusa l'Italia, anch'essa vincitrice nel passato conflitto mondiale, in ragione dell'accordo Sykes-Picot (accuratamente tenuto segreto, in quanto contrastante con i precedenti accordi Husayn-MacMahon), rivelato solo per volontà del governo bolscevico dell'Unione Sovietica, che aveva scalzato il precedente regime della Russia zarista con la rivoluzione d'ottobre e che - a causa delle enormi perdite russe - aveva deciso di abbandonare anzitempo il conflitto trattando e firmando il trattato di Brest-Litovsk.

## La difficile nascita del Regno hascemita dell'Iraq
La Mesopotamia (che assai presto assunse il nome storico d'Iraq) fu destinata a subire il mandato britannico, suscitando l'acuto risentimento delle popolazioni, che avevano sperato di godere di una piena indipendenza, tanto che - istigata anche dagli ambienti religiosi sciiti - esplose, già nel 1920, una insurrezione armata contro gli occupanti, cui parteciparono anche i curdi del settentrione iracheno (che avevano sperato nella nascita di uno Stato curdo). Essa fu tuttavia facilmente domata dalle forze armate di Sua Maestà britannica, che non avevano esitato a far uso di armi chimiche contro gli insorti. 

Poco tempo dopo, il 23 agosto 1921 fu dato corso da Londra alla creazione di un regno hascemita dell'Iraq, sul cui trono fu elevato per volere britannico Fayṣal I ibn al-Ḥusayn, primo sovrano della monarchia irachena.
L'area irachena andò incontro a un periodo di disordini politici e di torbidi, aggravato dall'arrivo di indiani da parte dei britannici, che li usavano come impiegati civili del costituendo Stato a causa della loro esperienza in materia amministrativa nel Raj.

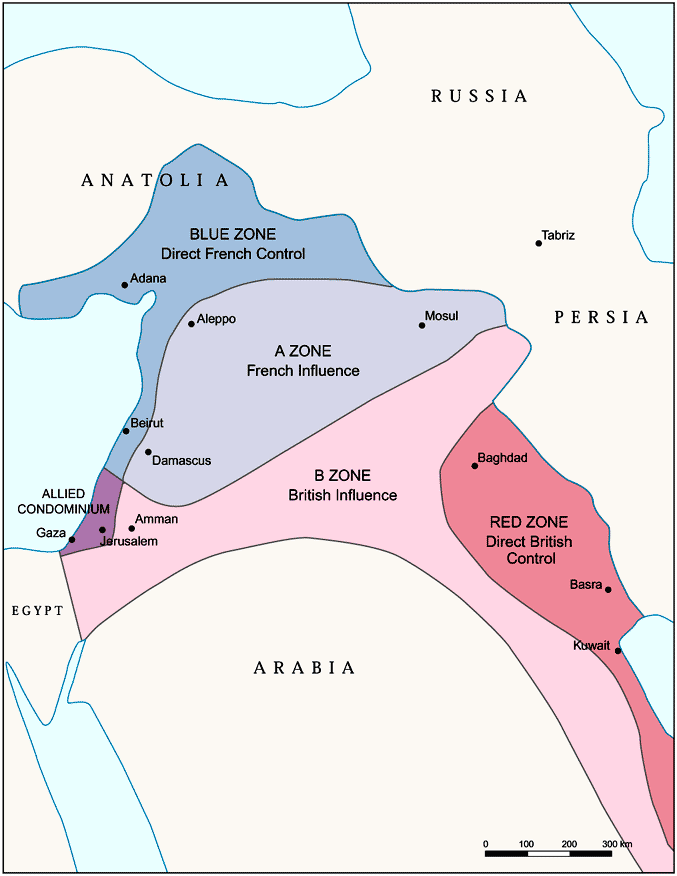
Gli interessi francesi (in azzurro) e quelli britannici (in rosso)

I curdi del settentrione iracheno fecero guerra ai britannici negli anni che seguirono la firma e la ratifica del trattato. Essi miravano ad avere un loro Stato, distinto dal Regno d'Iraq di recente creazione, in cui governarsi in modo autonomo e indipendente. I loro sforzi furono domati dai britannici, in larga misura grazie agli attacchi condotti dalla di Royal Air Force, forse anche con l'impiego di gas velenosi, senza che comunque finissero i sentimenti curdi per ottenere una loro realtà statuale.

## Conferenza del Cairo
La conferenza del Cairo del 1921 avrebbe posto le basi per una maggiore autonomia irachena. Il Regno Unito nominò Fayṣal ibn al-Ḥusayn primo re d'Iraq. Fayṣal era considerato un buon compromesso tra gli interessi britannici nell'Iraq e i nazionalisti iracheni che avevano sostenuto la rivolta araba contro l'Impero ottomano durante il passato conflitto mondiale. Poteva vantare una discendenza diretta dal profeta Maometto e aveva preso attivamente parte alla rivolta araba esplosa nel 1916 come suo comandante militare. Londra faceva inoltre affidamento sui sentimenti filo-britannici del nuovo sovrano.

## Firma del trattato del 1922
Il trattato fu firmato da parte britannica da Sir Percy Cox il 10 ottobre 1922, ma non fu ratificato dal governo iracheno fino al 1924. Fu solo quando l'alto commissario britannico minacciò di esercitare la propria autorità per annullare la costituzione che esso fu finalmente ratificato. Fu considerato con disprezzo dai sudditi del Regno dell'Iraq, sia della maggioranza sciita sia della minoranza sunnita, ma fu comunque un passo necessario per avviarsi a una futura piena indipendenza, che si realizzerà solo nel 1958.